# Bukovac (okręg pczyński)
Bukovac (cyr. Буковац) – wieś w Serbii, w okręgu pczyńskim, w gminie Preševo. W 2002 roku liczyła 108 mieszkańców.